# Масленников, Александр Михайлович
Алекса́ндр Миха́йлович Ма́сленников (21 июня 1858 — 25 ноября 1950) — русский общественный деятель и политик, член Государственной думы от Саратовской губернии.

## Биография
Православный. Сын купца, личный дворянин. Землевладелец (300 десятин) и домовладелец (дом в Саратове, оцененный свыше тысячи рублей).
Окончил Саратовскую гимназию и юридический факультет Петербургского университета со степенью кандидата прав (1882).
По окончании университета поступил на службу по судебному ведомству судебным следователем по Хвалынскому уезду. Дослужился до чина коллежского советника. В 1888 году вышел в отставку и записался в присяжные поверенные округа Саратовской судебной палаты.
Избирался гласным уездного и губернского земских собраний (1890—1906), Саратовской городской думы. В течение двенадцати лет, вплоть до избрания в Думу, был председателем училищной комиссии Саратова: занимался школьным строительством, организовал в городе всеобщее бесплатное начальное обучение. Участвовал в съездах земских и городских деятелей в Москве и в «Ноябрьском» съезде в Санкт-Петербурге (1904). Был членом «Союза освобождения», а с возникновением в Саратове Конституционно-демократической партии примкнул к последней.
В 1907 году был избран в члены III Государственной думы от Саратовской губернии 1-м съездом городских избирателей. В 1-ю сессию входил во фракцию кадетов, с 3-й сессии — во фракцию прогрессистов. Состоял секретарем комиссий по городским делам и по народному образованию, председателем комиссии личного состава, а также членом комиссий: по направлению законодательных предположений, о неприкосновенности личности, бюджетной, для упорядочения вывозной хлебной торговли за границу. Был членом ЦК партии прогрессистов.
В 1912 году был переизбран в Государственную думу от Саратовской губернии. Входил во фракцию прогрессистов. Состоял секретарем комиссии для составления адреса, а также членом комиссий: по запросам, финансовой, по судебным реформам, по военным и морским делам, по борьбе с немецким засильем, по исполнению государственной росписи доходов и расходов. Входил в Прогрессивный блок с августа 1915 по 31 октября 1916, когда фракция прогрессистов вышла из состава блока.
В годы Первой мировой войны занимался отправкой поездов с посылками на фронт. Участвовал в Февральской революции, был комиссаром Временного комитета Государственной думы на Северном фронте (6—10 марта), в Саратовской губернии (20—25 марта), а 6 апреля был назначен комиссаром на Юго-Западный фронт. В этой должности участвовал в 1-м съезде военных и рабочих депутатов армий и тыла Западного фронта. Заявил, что Петроградский совет рабочих и солдатских депутатов мешает работе Временного правительства, и только оно может довести войну до победы. Был членом Временного совета Российской республики.
С началом Гражданской войны организовал в Саратове подпольную организацию, отправлявшую офицеров в Добровольческую армию. С сентября 1918 находился при Добровольческой армии.
В эмиграции в Германии, жил в Берлине. Принимал участие в организации местного Русского парламентского комитета (1920). С либеральных позиций перешел на монархические. Участвовал в монархических съездах в Рейхенгалле (1921) и Берлине (1922). Возглавлял конституционных монархистов, был избран в Высший монархический совет. С 1924 года состоял членом комитета по сбору пожертвований в Фонд спасения России. Был делегатом от русской эмиграции в Германии на Российском зарубежном съезде в Париже (1926).
Позднее переехал в Париж. С 1935 года входил в правление Союза русских адвокатов за границей, позднее был его почетным членом. Выступал с докладами в Союзе русских адвокатов и в обществе «Свободная трибуна в эмиграции». В 1940-е был членом приходского совета храма Воскресения Христова в Медоне.
Скончался в 1950 году в Париже. Похоронен на Новом кладбище Медоне.

## Семья
Был женат на Людмиле Львовне Масленниковой. У них было трое детей, среди которых:
- Антонина (1895—1974), в замужестве Свистунова, общественный деятель эмиграции, журналистка.